# Lampasas (Teksas)
Lampasas je grad u američkoj saveznoj državi Teksas. Prema popisu stanovništva iz 2010. u njemu je živjelo 6.681 stanovnika.